# Willy Hager
Willy Hager (* 17. September 1905 in Stuttgart-Feuerbach; † 4. Mai 1975) war ein deutscher Ingenieur.

## Leben
Hagers Vater war Lithographiedrucker. Er besuchte die Bürgerschule in Feuerbach, die er mit dem Einjährig-Freiwilligen-Examen beendete. Von 1921 bis 1923 machte er eine Lehre als Techniker bei der Firma Carl Morgenstern, Wasserreinigerbau in Stuttgart, in der er nach der Lehre auch arbeitete. Ab 1926 arbeitete Hager zur Vorbereitung seines Ingenieurstudiums bei verschiedenen Betrieben als Praktikant. Von 1926 bis 1928 studierte er Maschinenbau an der staatlichen württembergischen höheren Maschinenbauschule in Esslingen und trat der Burschenschaft Arminia bei. Ab 1929 arbeitete er für die Firma Wilhelm Röcker GmbH, eine Nagelfabrik in Löchgau, als Konstrukteur. Im gleichen Jahr wechselte er jedoch wieder zur Firma Carl Morgenstern.
Am 1. April 1932 gründete Hager eine eigene Firma zur Wasseraufbereitung, die heute unter dem Namen Hager + Elsässer bekannt ist. 1933 tat er sich mit dem Vaihinger Schlosser- und Kunstschmiedemeister Heinrich Elsässer (* 1893) zusammen. 1942 erhielt die Firma einige kriegswichtige Aufträge, dadurch war Willy Hager vom Kriegsdienst freigestellt. 1943 schied Heinrich Elsässer aus der Firma aus. Nach der Phase des Wiederaufbaus wuchs die Firma nach dem Zweiten Weltkrieg beständig, 1966 erfolgte die Gründung der Schwestergesellschaft Servo Wasserreinigerbau GmbH & Co. KG in Sirchingen. 
Nach seinem Tod war die von ihm gegründete Willy-Hager-Stiftung die Alleinerbin des Betriebs.